# Zugarramurdi barlang
A zugarramurdi barlang az észak-spanyolországi Zugarramurdi község egyik nevezetessége. Mivel a barlanghoz boszorkányokkal, pogány szertartásokkal kapcsolatos legendák kapcsolódnak, ezért nevezik „Boszorkányok barlangjának” is.

## Leírás
A barlang Spanyolország északi részén, a francia határ közelében, a Pireneusok területén, a hegység nyugati részén található, Zugarramurdi településtől néhány száz méterre nyugati irányban. A föld alatti járatot az Orabidea nevű patak alakította ki: ezt a patakot a baszkok Infernuko errekának is nevezik, ami arra utal, hogy régi hitük szerint a pokolban ered. A barlang hossza eléri a 120 métert, legnagyobb magassága 12 méter.
A barlang szorosan összekapcsolódik a különféle, pogányokról szóló legendákkal. Állítólag a 17. században úgynevezett akelarréket tartottak itt, amelyek olyan pogány ünnepségek voltak, ahol férfiak és nők gyűltek össze, tűz körül táncoltak, majd féktelen orgiákat rendeztek a Hold fényében. Annyi bizonyos, nem csak legenda, hogy 1610-ben az inkvizíció hírhedt autodafét tartott: a környékről egy Valle-Alvarado nevű inkvizitor 40 „gyanús” nőt szállíttatott Logroñóba, ahol közülük 11-et máglyahalálra ítéltek. Ma a zugarramurdi barlang bejáratánál egy tábla emlékeztet a 11 kivégzett személy nevére. Az eseményekre történő megemlékezéshez kapcsolódik az évente a barlang belsejében megtartott zikiro jate nevű néplakoma, ahol mintegy 800-an vesznek részt rendszeresen, sült bárányt fogyasztva.
A barlang része az úgynevezett sendero de las cuevas („barlangok ösvénye”) nevű, kék lóval jelölt turistaútvonalnak, amely mintegy 7 km hosszú, és érinti még az urdaxi és a franciaországi sare-i barlangokat is.
A zugarramurdi barlang arról is nevezetes, hogy itt forgatták Álex de la Iglesia Las Brujas de Zugarramurdi („A zugarramurdi boszorkányok”) című, többszörös Goya-díjnyertes filmjének nagy részét.

## Képek

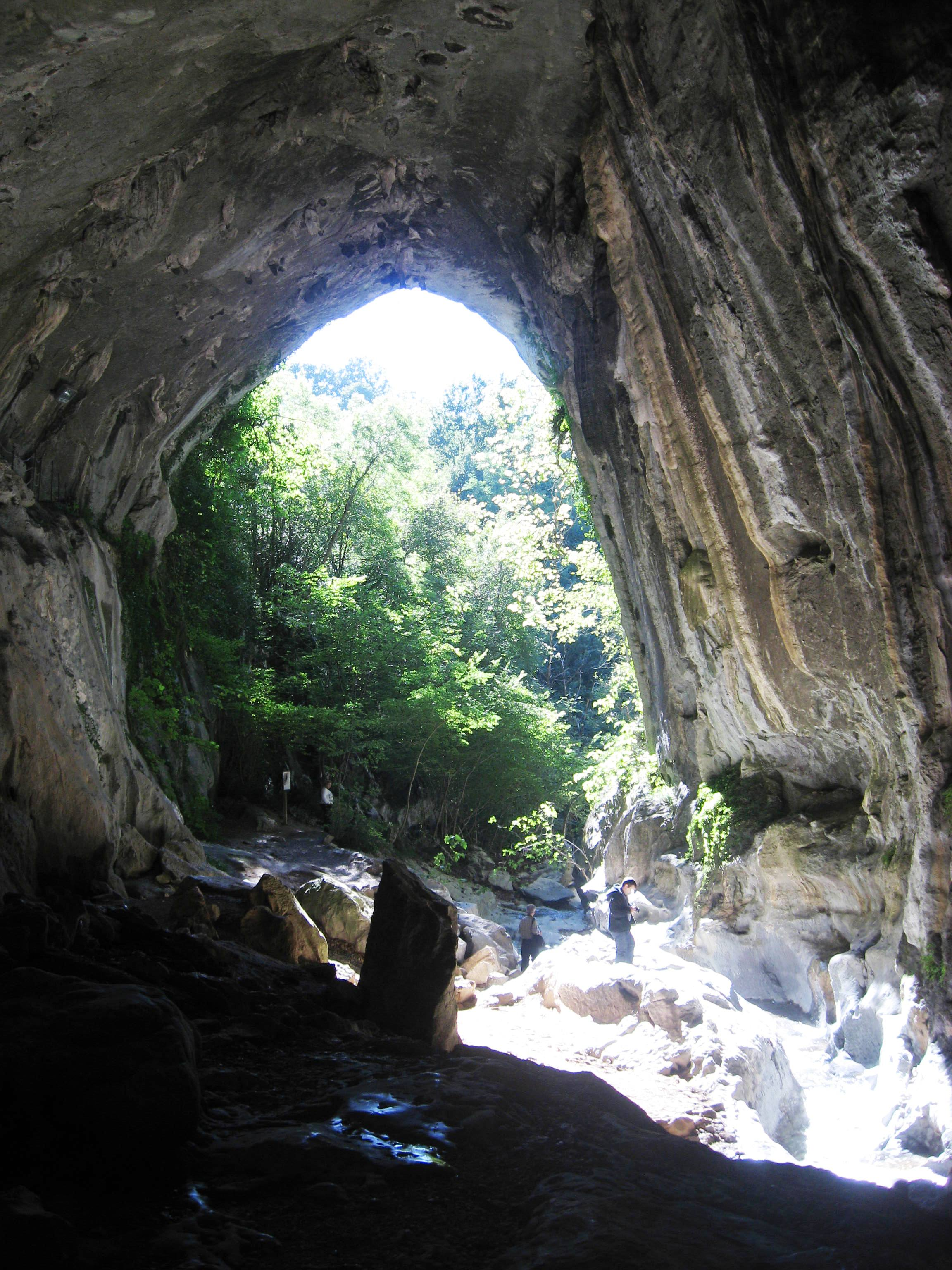
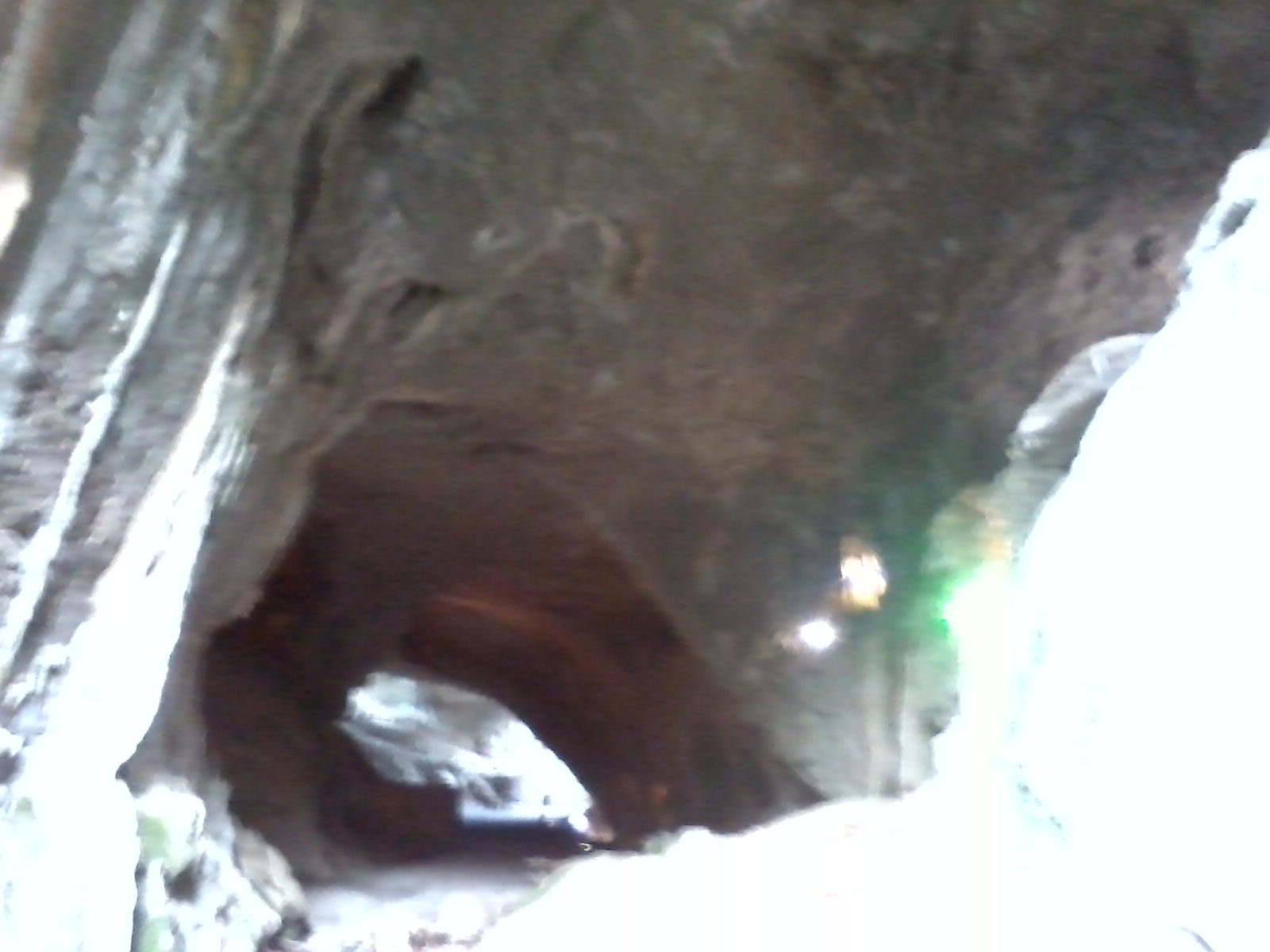
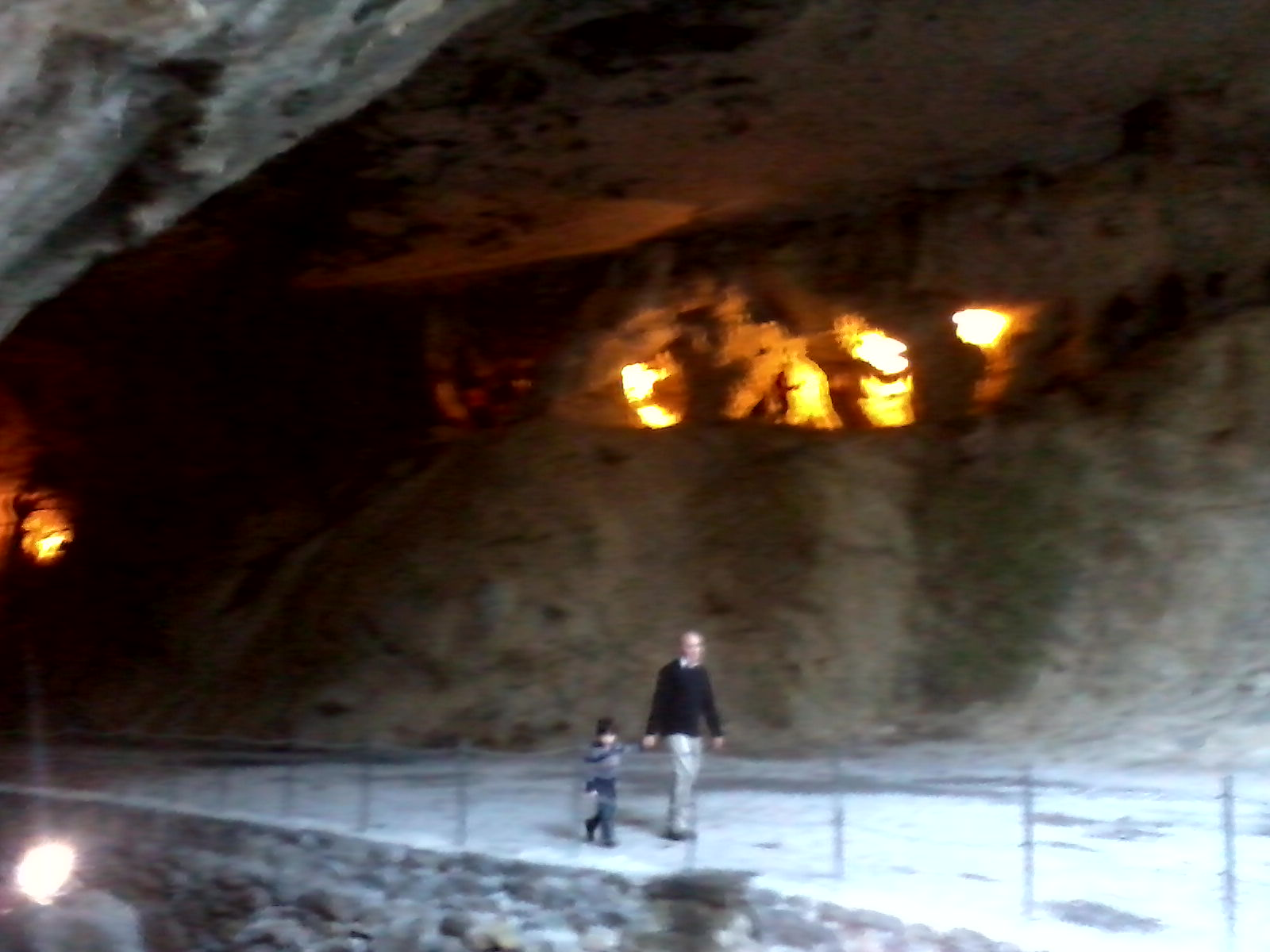
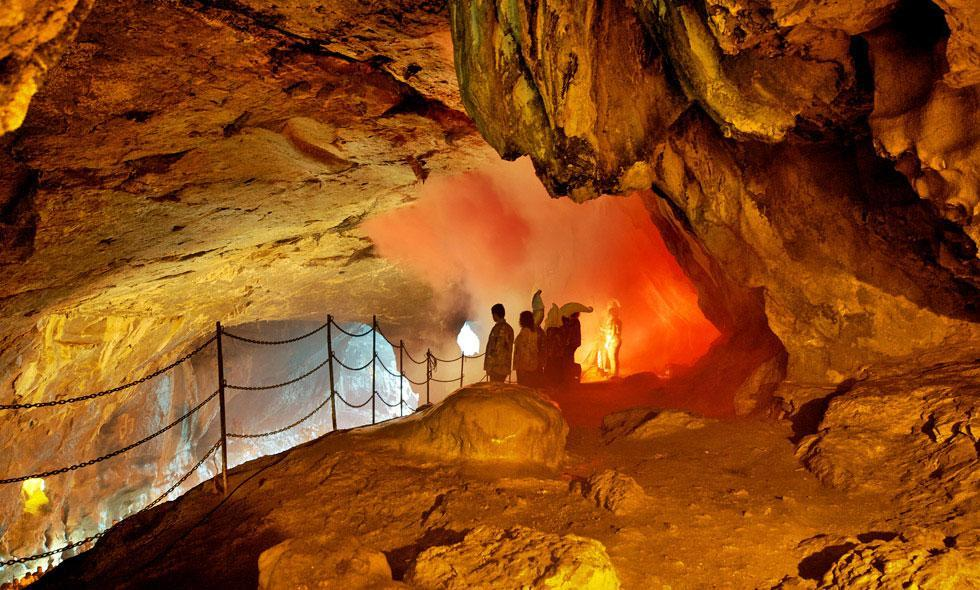